# Power Mac G5
De Power Mac G5 is een serie computers die van 2003 tot 2006 door de Amerikaanse fabrikant Apple ontworpen, geproduceerd en verkocht werden als onderdeel van de Power Macintosh-lijn. De Power Mac G5 is gebouwd rond de PowerPC G5-familie van microprocessors en werd door Apple op de markt gebracht als 's werelds eerste 64-bits desktopcomputer.  Het was ook de eerste desktopcomputer van Apple met een aluminium behuizing.
Als onderdeel van de Mac-overgang naar Intel-processors werd de Power Mac G5 in 2006 stopgezet en vervangen door de Mac Pro. De Mac Pro nam de aluminium behuizing van de G5 grotendeels over en behield deze nog zeven jaar, waardoor het een van de langst gebruikte ontwerpen is in de geschiedenis van Apple.

## PowerPC G5
De PowerPC G5, door fabrikant IBM de PowerPC 970 genoemd, is gebaseerd op IBM's 64-bit POWER4-microprocessor.
De originele PowerPC 970 had 50 miljoen transistors en werd vervaardigd op een 130 nm-procedé. Latere herzieningen van de G5-processor omvatten IBM's PowerPC 970FX die hetzelfde basisontwerp had als de 970 maar dan op een 90 nm-procedé en de PowerPC 970MP die uit twee 970FX-kernen op één chip bestond.
Apple verwijst naar de PowerPC 970MP-systemen als de "G5 Dual" voor single-socket, dual-core configuraties en de "G5 Quad" voor dual-socket, vier-core configuraties.

## Modellen
Er zijn meerdere herzieningen geweest van de Power Mac G5. Deze maakten allemaal gebruik van dezelfde aluminium tower-behuizing. Deze behuizing was iets groter dan die van de Power Mac G4, maar omdat de PowerPC G5-processors meer warmte produceerden en dus een groter koelsysteem nodig hadden, bood de behuizing plaats aan slechts één optische schijflezer en maximaal twee harde schijven.
- Power Mac G5 (mid 2003): eerste serie uit juni 2003 met een PowerPC 970-processor op 1,6 GHz of 1,8 GHz of met twee processoren op 2,0 GHz. In november werd het model met de 1,8 GHz processor vervangen door een model met twee 1,8 GHz processoren.
- Power Mac G5 (mid 2004): tweede serie uit juni 2004 met twee PowerPC 970FX-processoren op 1,8 GHz, 2,0 GHz of 2,5 GHz. Het 2,5 GHz-model was voorzien van vloeistofkoeling.[5]
- Power Mac G5 (late 2004): nieuwe instapmodel met één 1,8 GHz processor en een tragere PCI-bus, gebaseerd op de architectuur van de iMac G5.[6]
- Power Mac G5 (early 2005): derde serie uit april 2005 met snellere CPU's: de modellen met twee 1,8 GHz, 2,0 GHz en 2,5 GHz processoren kregen voortaan respectievelijk twee 2,0 GHz, 2,3 GHz en 2,7 GHz processoren.[7] Het model met één 1,8 GHz processor bleef ongewijzigd.
- Power Mac G5 (late 2005): laatste serie waarbij de PowerPC 970FX-processoren vervangen werden door PowerPC 970MP dual-coreprocessoren. Deze serie bestond uit twee "G5 Dual"-systemen met respectievelijk een 2,0 GHz en een 2,3 GHz dual-coreprocessor en een "G5 Quad"-systeem met twee 2,5 GHz dual-coreprocessoren. Alle systemen kregen een PCIe-bus in plaats van een PCI- of PCI-X-bus.[8]

## Problemen
Vroege exemplaren van de Power Mac G5 met twee processoren hadden last van bromproblemen in de analoge audio-uitgangen, veroorzaakt door aardlus-interferentie.
Een tweede geluidsprobleem was een "tjilpend" geluid dat veroorzaakt kan worden door schommelingen in het stroomverbruik. Dit geluidsprobleem werd pas opgelost in de dual-core generatie G5's. De fluctuatie in het stroomverbruik werd later toegeschreven aan het gebrek aan energiebeheerfuncties in de single-coreprocessors.
Hoewel deze geluidsproblemen geen invloed hadden op de correcte werking van de computer, waren ze bijzonder vervelend voor audioprofessionals en -liefhebbers, vooral bij de vloeistofgekoelde modellen die uitdrukkelijk ontworpen waren als mechanisch stille computers voor veeleisende gebruikers.
Een veelvoorkomend probleem bij G5's met één processor was het uitzetten en samentrekken van een metalen plaat die aan de printplaat met de RAM-slots gesoldeerd was. Dit kon er uiteindelijk toe leiden dat de computer het RAM-geheugen niet meer detecteerde en weigerde op te starten.
Alle modellen met twee 2,5 GHz en twee 2,7 GHz processoren en het 2,5 GHz quad-processormodel hadden een vloeistofkoeling die geproduceerd werd door General Motors. Dit systeem bleek echter onderhevig te zijn aan lekkages. Bovendien was het systeem gevuld met een koelvloeistof die corrosiever was dan gewone autokoelvloeistof. Als de lekkage niet tijdig opgemerkt werd, konden de processors en het moederbord beschadigd geraken en kon zelfs de aluminium behuizing corroderen. Latere 2,7 GHz-modellen waren uitgerust met een vloeistofkoeling van Panasonic die veel betrouwbaarder was.

## Fotogalerij

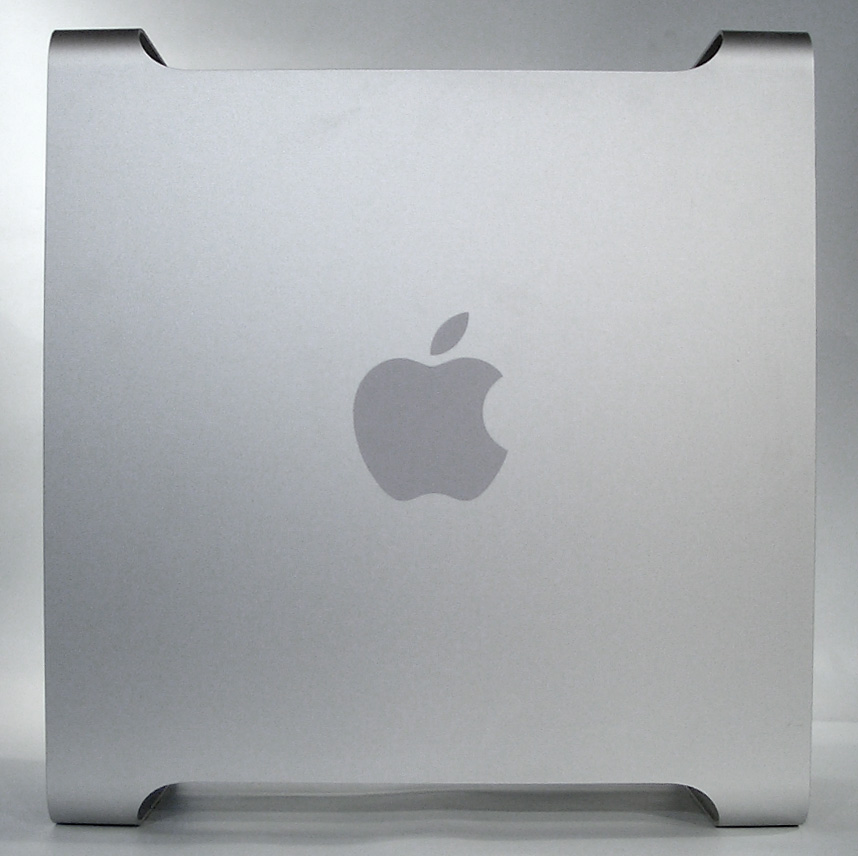
Power Mac G5, zijaanzicht
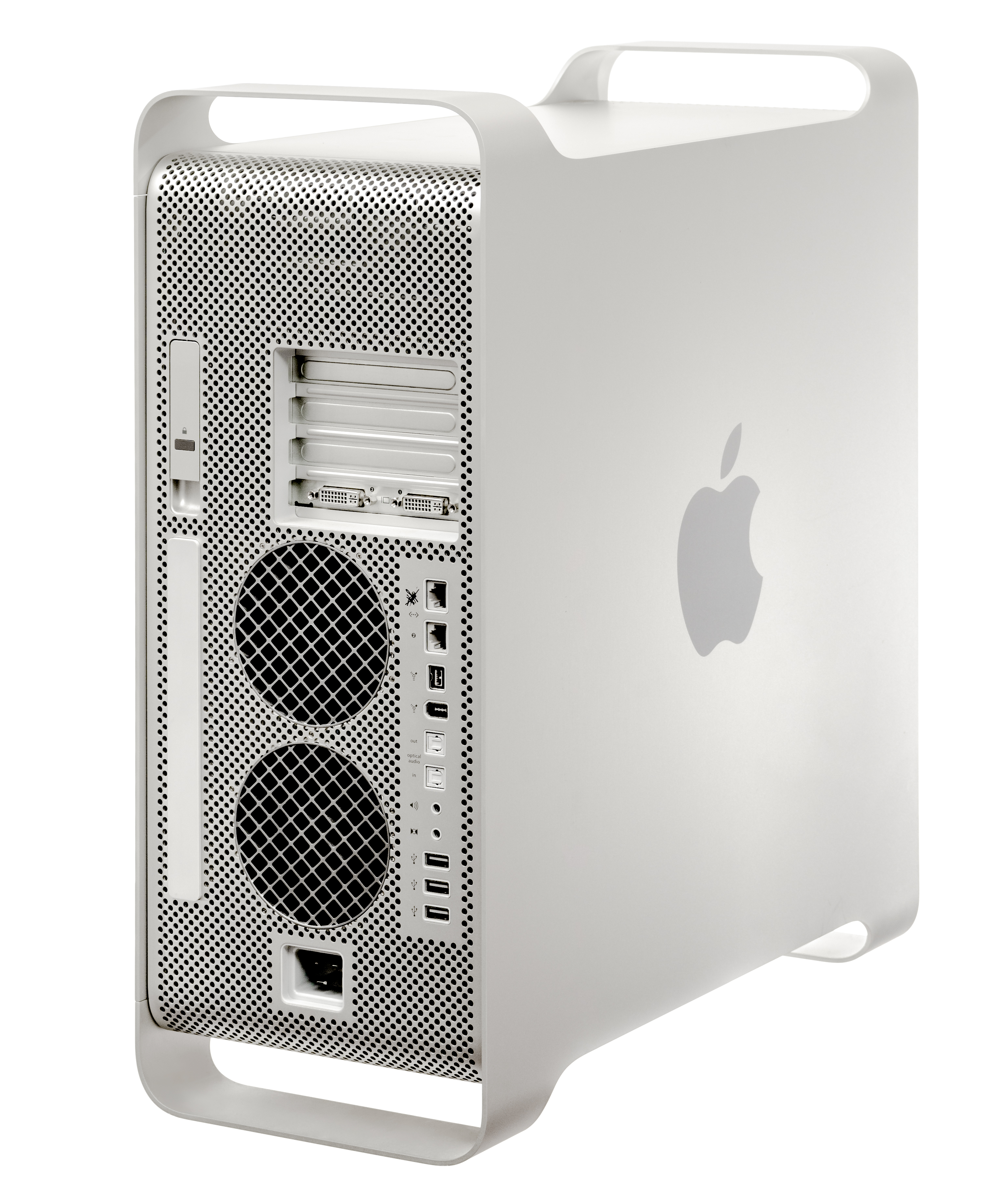
Power Mac G5, achteraanzicht
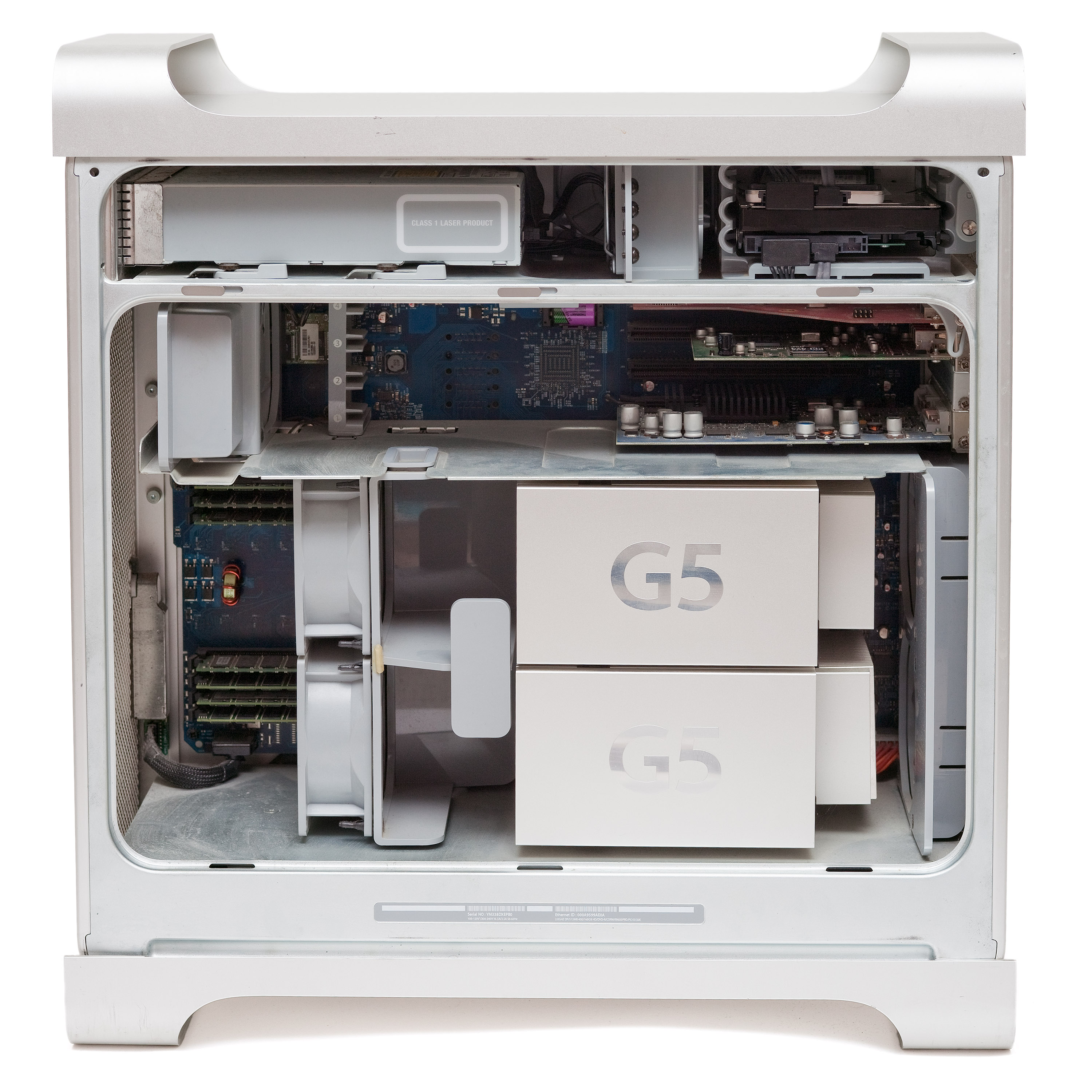
Binnenkant van een Power Mac G5 (mid 2003) met twee processoren
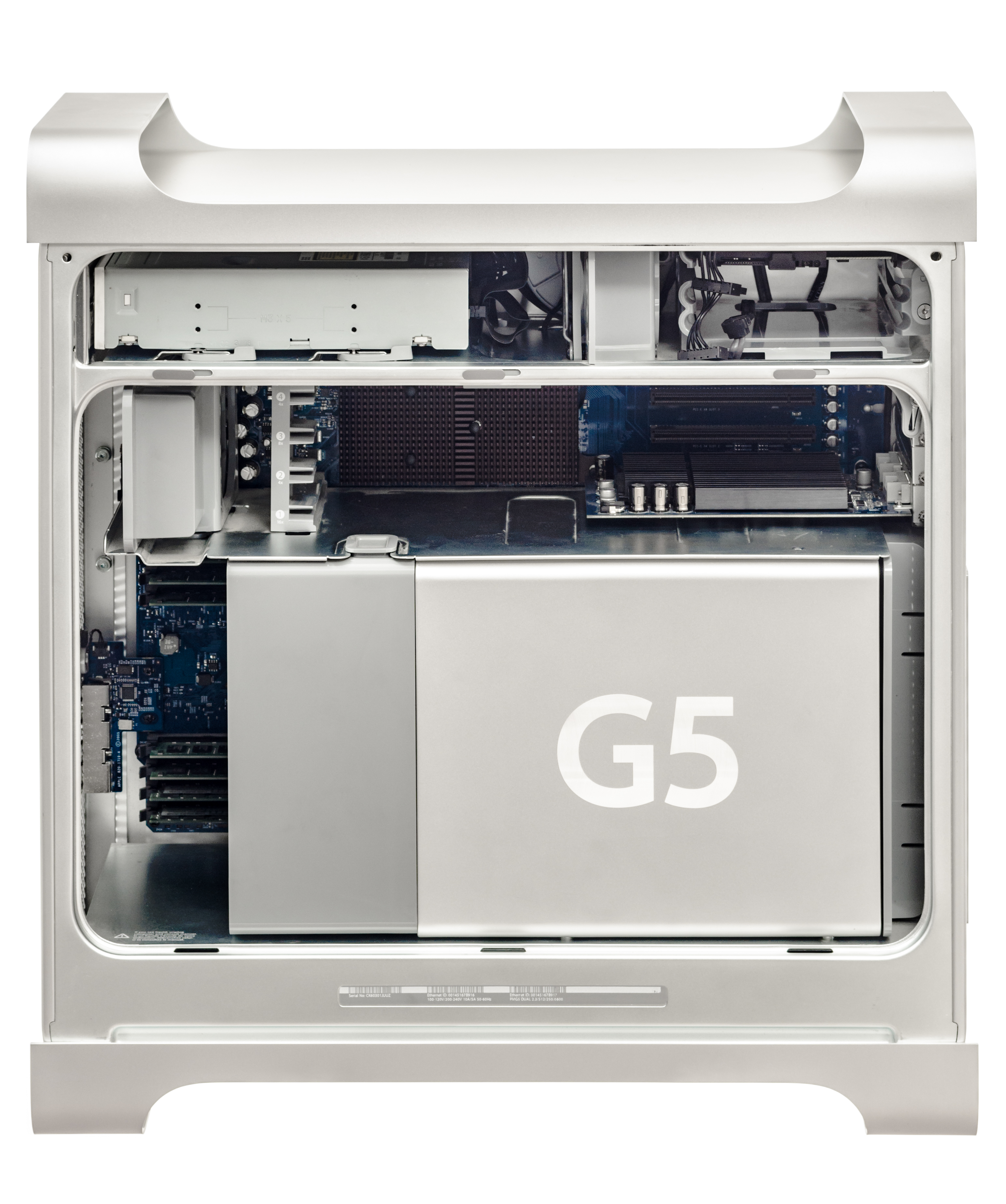
Binnenkant van een Power Mac G5 (late 2005) met een dual-core processor
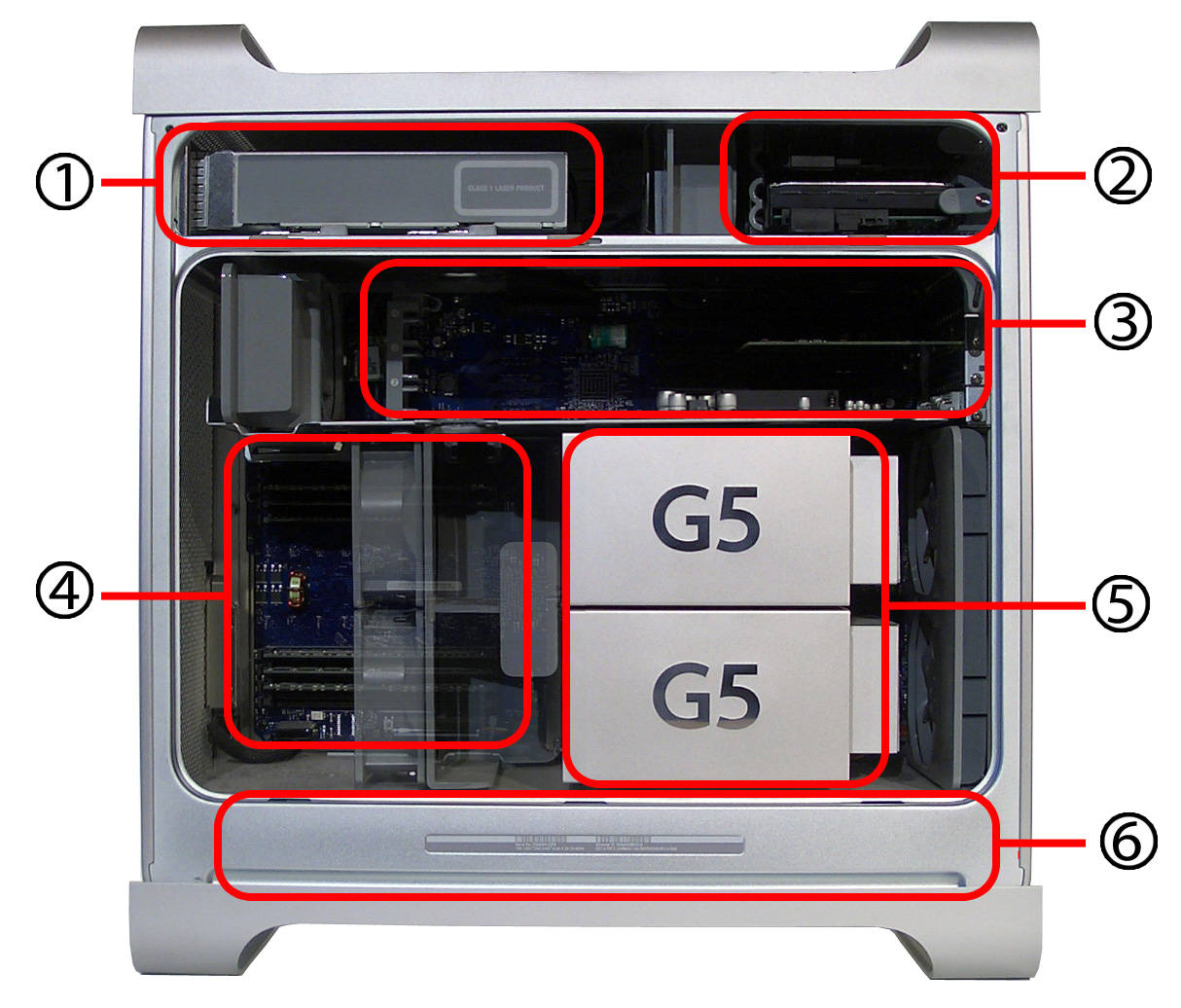
Power Mac G5 onderdelen: (1) optische schijflezer, (2) harde schijven, (3) PCI-slots, (4) RAM-slots, (5) processors, (6) voeding